# Liste der Biografien/Cef
Liste der Biografien |
Portal Biografien |
Personensuche
# |
A |
B |
C |
D |
E |
F |
G |
H |
I |
J |
K |
L |
M |
N |
O |
P |
Q |
R |
S |
T |
U |
V |
W |
X |
Y |
Z |
?
 
Ca |
Cb |
Cc |
Ce |
Ch |
Ci |
Cj |
Ck |
Cl |
Cm |
Cn |
Co |
Cr |
Cs |
Ct |
Cu |
Cv |
Cw |
Cy |
Cz
 
Cea |
Ceb |
Cec |
Ced |
Cee |
Cef |
Ceg |
Ceh |
Cei |
Cej |
Cek |
Cel |
Cem |
Cen |
Ceo |
Cep |
Cer |
Ces |
Cet |
Ceu |
Cev |
Cey |
Cez
Die Liste der Biografien führt alle Personen auf, die in der deutschsprachigen Wikipedia einen Artikel haben. Dieses ist eine Teilliste mit 8 Einträgen von Personen, deren Namen mit den Buchstaben „Cef“ beginnt.

## Cef

### Cefa
- Cefai, Giovanni (* 1967), maltesischer Ordensgeistlicher und römisch-katholischer Prälat von Santiago Apóstol de Huancané
- Cefalu, Domenico, italienisch-US-amerikanischer Mobster
- Cefaro, Irene (* 1935), italienische ehemalige Schauspielerin

### Cefe
- Čeferin, Aleksander (* 1967), slowenischer FußballfunktionärAleksander Čeferin (* 1967)

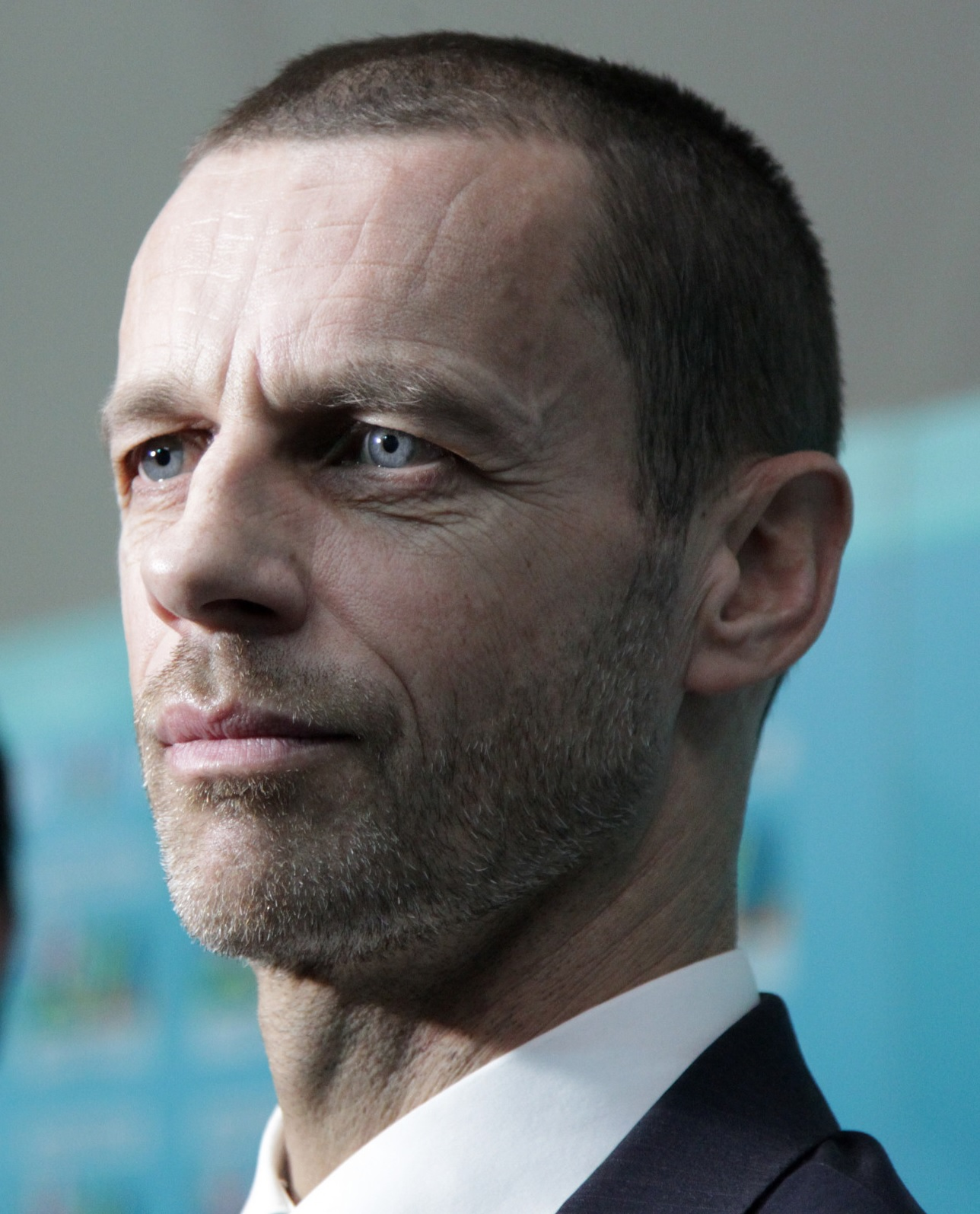
Aleksander Čeferin (* 1967)

- Čeferin, Darko (* 1968), slowenischer Fußballschiedsrichter

### Ceff
- Ceffalia, Ignazio (* 1975), italienischer römisch-katholischer Geistlicher, Erzbischof und Diplomat
- Ceffalia, Ignazio (* 1983), deutscher Politiker (parteilos)

### Cefo
- Cefola, Michael (1909–1983), US-amerikanischer Chemiker